# Aeroporti in Cina

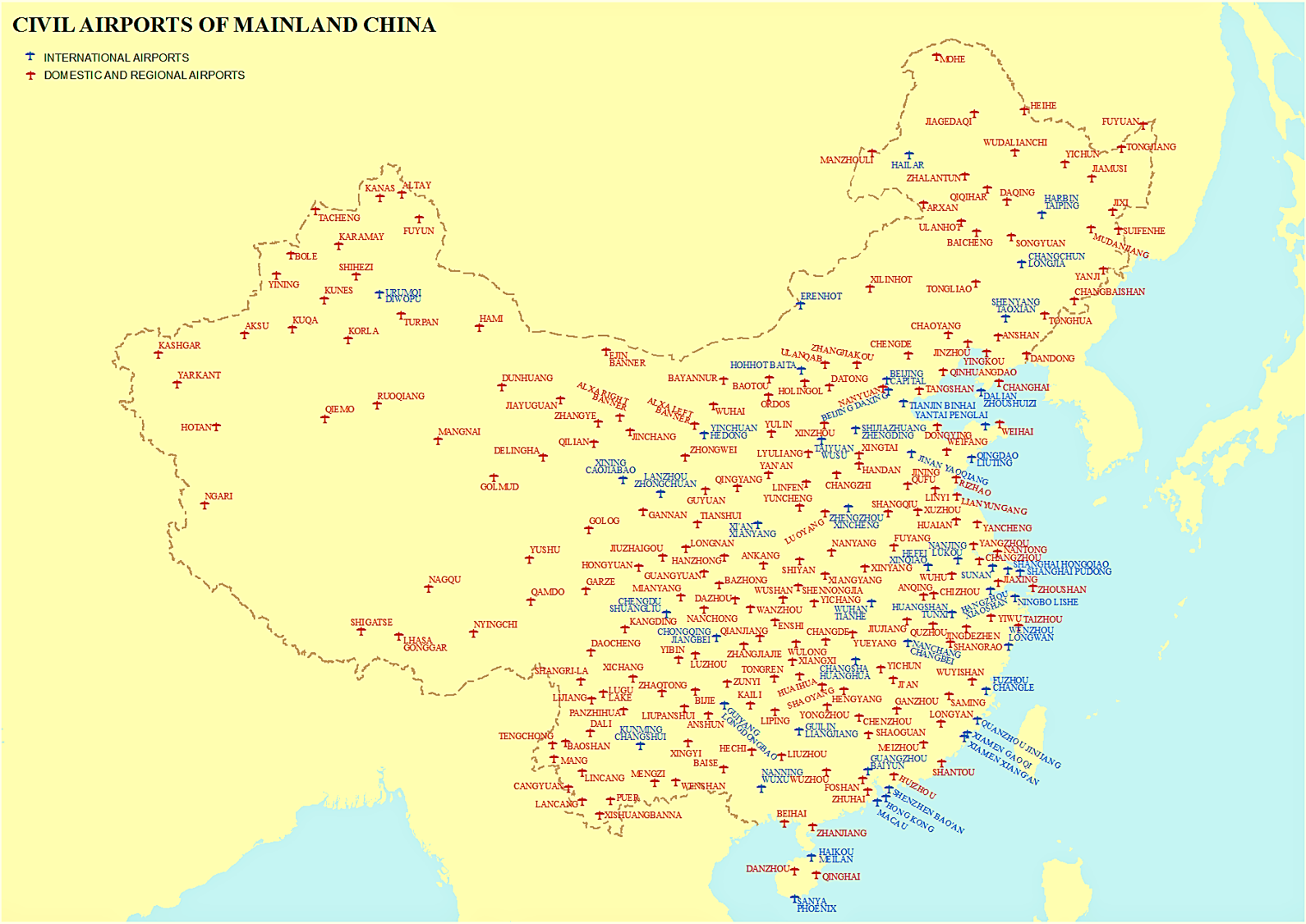
Aeroporti civili nella Repubblica Popolare Cinese

Questa lista è un elenco di aeroporti aperti al pubblico nella Repubblica Popolare Cinese, suddivisi per provincia.
Nel 2015 c'erano circa 200 aeroporti in funzione, mentre nel 2020 è prevista la presenza di circa 240 aeroporti. La lista riporta anche gli aeroporti in costruzione.

## Aeroporti
| Principale città servita | ICAO | IATA | Nome dell'aeroporto                                               |
| ------------------------ | ---- | ---- | ----------------------------------------------------------------- |
| ANHUI                    |      |      |                                                                   |
| Anqing                   | ZSAQ | AQG  | Anqing Tianzhushan Airport                                        |
| Chizhou                  | ZSJH | JUH  | Chizhou Jiuhuashan Airport                                        |
| Fuyang                   | ZSFY | FUG  | Fuyang Xiguan Airport                                             |
| Hefei                    | ZSOF | HFE  | Hefei Xinqiao International Airport                               |
| Huangshan                | ZSTX | TXN  | Huangshan Tunxi International Airport                             |
| Wuhu/Xuancheng           |      |      | Wuhu Xuancheng Airport (in costruzione)                           |
| PECHINO                  |      |      |                                                                   |
| Pechino                  | ZBAA | PEK  | Aeroporto di Pechino-Capitale                                     |
| Pechino                  | ZBNY | NAY  | Aeroporto di Pechino-Nanyuan                                      |
| Pechino                  |      |      | Aeroporto Internazionale di Pechino-Daxing                        |
| CHONGQING                |      |      |                                                                   |
| Chongqing                | ZUCK | CKG  | Aeroporto Internazionale di Chongqing-Jiangbei                    |
| Qianjiang                | ZUQJ | JIQ  | Qianjiang Wulingshan Airport                                      |
| Wanzhou                  | ZUWX | WXN  | Wanzhou Wuqiao Airport                                            |
| Wulong                   |      |      | Wulong Xiannüshan Airport (in costruzione programmata)            |
| Wushan                   |      |      | Wushan Shennüfeng Airport (in costruzione programmata)            |
| FUJIAN                   |      |      |                                                                   |
| Fuzhou                   | ZSFZ | FOC  | Fuzhou Changle International Airport                              |
| Liancheng, Longyan       | ZSLD | LCX  | Longyan Guanzhishan Airport                                       |
| Quanzhou                 | ZSQZ | JJN  | Quanzhou Jinjiang International Airport                           |
| Sanming                  | ZSSM | SQJ  | Sanming Shaxian Airport                                           |
| Wuyishan, Nanping        | ZSWY | WUS  | Wuyishan Airport                                                  |
| Xiamen                   | ZSAM | XMN  | Aeroporto Internazionale di Xiamen Gaoqi                          |
| Xiamen                   |      |      | Aeroporto Internazionale di Xiamen Xiang'an (in costruzione)      |
| GANSU                    |      |      |                                                                   |
| Dunhuang                 | ZLDH | DNH  | Dunhuang Airport                                                  |
| Jiayuguan/Jiuquan        | ZLJQ | JGN  | Jiayuguan Airport                                                 |
| Jinchang                 | ZLJC | JIC  | Jinchang Jinchuan Airport                                         |
| Lanzhou                  | ZLLL | LHW  | Lanzhou Zhongchuan International Airport                          |
| Longnan                  |      |      | Longnan Chengzhou Airport (in costruzione)                        |
| Qingyang                 | ZLQY | IQN  | Qingyang Airport                                                  |
| Tianshui                 | ZLTS | THQ  | Tianshui Maijishan Airport                                        |
| Xiahe/Hezuo, Gannan      | ZLXH | GXH  | Gannan Xiahe Airport                                              |
| Zhangye                  | ZLZY | YZY  | Zhangye Ganzhou Airport                                           |
| GUANGDONG                |      |      |                                                                   |
| Foshan                   | ZGFS | FUO  | Foshan Shadi Airport                                              |
| Guangzhou                | ZGGG | CAN  | Aeroporto di Canton-Baiyun                                        |
| Huizhou                  | ZGHZ | HUZ  | Huizhou Pingtan Airport                                           |
| Meizhou                  | ZGMX | MXZ  | Meixian Airport                                                   |
| Shantou/Jieyang/Chaozhou | ZGOW | SWA  | Jieyang Chaoshan Airport                                          |
| Shaoguan                 |      | HSC  | Shaoguan Guitou Airport (in costruzione programmata)              |
| Shenzhen                 | ZGSZ | SZX  | Aeroporto di Shenzhen-Bao'an                                      |
| Zhanjiang                | ZGZJ | ZHA  | Zhanjiang Airport                                                 |
| Zhuhai                   | ZGSD | ZUH  | Zhuhai Jinwan Airport                                             |
| GUANGXI                  |      |      |                                                                   |
| Baise                    | ZGBS | AEB  | Baise Bama Airport                                                |
| Beihai                   | ZGBH | BHY  | Beihai Fucheng Airport                                            |
| Guilin                   | ZGKL | KWL  | Guilin Liangjiang International Airport                           |
| Hechi                    | ZGHC | HCJ  | Hechi Jinchengjiang Airport                                       |
| Liuzhou                  | ZGZH | LZH  | Liuzhou Bailian Airport                                           |
| Nanning                  | ZGNN | NNG  | Nanning Wuxu International Airport                                |
| Wuzhou                   | ZGWZ | WUZ  | Wuzhou Changzhoudao Airport                                       |
| Wuzhou                   |      |      | Wuzhou Xijiang Airport (in costruzione)                           |
| GUIZHOU                  |      |      |                                                                   |
| Anshun                   | ZUAS | AVA  | Anshun Huangguoshu Airport                                        |
| Bijie                    | ZUBJ | BFJ  | Bijie Feixiong Airport                                            |
| Guiyang                  | ZUGY | KWE  | Guiyang Longdongbao International Airport                         |
| Kaili                    | ZUKJ | KJH  | Kaili Huangping Airport                                           |
| Libo                     | ZULB | LLB  | Libo Airport                                                      |
| Liping                   | ZUNP | HZH  | Liping Airport                                                    |
| Liupanshui               | ZUPS | LPF  | Liupanshui Yuezhao Airport                                        |
| Tongren                  | ZUTR | TEN  | Tongren Fenghuang Airport                                         |
| Xingyi                   | ZUYI | ACX  | Xingyi Wanfenglin Airport                                         |
| Zunyi                    | ZUZY | ZYI  | Zunyi Xinzhou Airport                                             |
| Zunyi (Renhuai)          | ZUMT | WMT  | Zunyi Maotai Airport                                              |
| HAINAN                   |      |      |                                                                   |
| Danzhou                  |      |      | Danzhou Airport (in costruzione)                                  |
| Haikou                   | ZJHK | HAK  | Haikou Meilan International Airport                               |
| Qionghai                 | ZJQH | BAR  | Qionghai Bo'ao Airport                                            |
| Sanya                    | ZJSY | SYX  | Sanya Phoenix International Airport                               |
| Sanya                    |      |      | Sanya Hongtangwan International Airport (in costruzione)          |
| HEBEI                    |      |      |                                                                   |
| Chengde                  | ZBCD | CDE  | Chengde Puning Airport                                            |
| Handan                   | ZBHD | HDG  | Handan Airport                                                    |
| Qinhuangdao              | ZBDH | BPE  | Qinhuangdao Beidaihe Airport                                      |
| Shijiazhuang             | ZBSJ | SJW  | Aeroporto di Shijiazhuang-Zhengding                               |
| Tangshan                 | ZBTS | TVS  | Tangshan Sannühe Airport                                          |
| Xingtai                  | ZBXT | XNT  | Xingtai Dalian Airport (in costruzione)                           |
| Zhangjiakou              | ZBZJ | ZQZ  | Zhangjiakou Ningyuan Airport                                      |
| HEILONGJIANG             |      |      |                                                                   |
| Daqing                   | ZYDQ | DQA  | Daqing Sartu Airport                                              |
| Fuyuan                   | ZYFY | FYJ  | Fuyuan Dongji Airport                                             |
| Harbin                   | ZYHB | HRB  | Aeroporto di Harbin-Taiping                                       |
| Heihe                    | ZYHE | HEK  | Heihe Aihui Airport                                               |
| Jiagedaqi                | ZYJD | JGD  | Jiagedaqi Airport                                                 |
| Jiamusi                  | ZYJM | JMU  | Jiamusi Dongjiao Airport                                          |
| Suifenhe                 |      |      | Suifenhe Airport (in costruzione)                                 |
| Jiansanjiang             | ZYJS | JSJ  | Jiansanjiang Airport                                              |
| Jixi                     | ZYJX | JXA  | Jixi Xingkaihu Airport                                            |
| Mohe                     | ZYMH | OHE  | Mohe Gulian Airport                                               |
| Mudanjiang               | ZYMD | MDG  | Mudanjiang Hailang International Airport                          |
| Qiqihar                  | ZYQQ | NDG  | Qiqihar Sanjiazi Airport                                          |
| Wudalianchi              | ZYDU | DTU  | Wudalianchi Airport                                               |
| Yichun                   | ZYLD | LDS  | Yichun Lindu Airport                                              |
| HENAN                    |      |      |                                                                   |
| Luoyang                  | ZHLY | LYA  | Luoyang Beijiao Airport                                           |
| Nanyang                  | ZHNY | NNY  | Nanyang Jiangying Airport                                         |
| Shangqiu                 |      |      | Shangqiu Airport (in costruzione programmata)                     |
| Xinyang                  |      |      | Xinyang Minggang Airport (in costruzione programmata)             |
| Zhengzhou                | ZHCC | CGO  | Zhengzhou Xinzheng International Airport                          |
| HONG KONG                |      |      |                                                                   |
| Hong Kong                | VHHH | HKG  | Aeroporto Internazionale di Hong Kong                             |
| HUBEI                    |      |      |                                                                   |
| Enshi                    | ZHES | ENH  | Enshi Xujiaping Airport                                           |
| Shennongjia              | ZHSN | HPG  | Shennongjia Hongping Airport                                      |
| Shiyan                   | ZHSY | WDS  | Shiyan Wudangshan Airport                                         |
| Wuhan                    | ZHHH | WUH  | Aeroporto di Wuhan Tianhe                                         |
| Xiangyang                | ZHXF | XFN  | Xiangyang Liuji Airport                                           |
| Yichang                  | ZHYC | YIH  | Yichang Sanxia Airport                                            |
| HUNAN                    |      |      |                                                                   |
| Changde                  | ZGCD | CGD  | Changde Taohuayuan Airport                                        |
| Changsha                 | ZGHA | CSX  | Aeroporto di Changsha-Huanghua                                    |
| Chenzhou                 |      |      | Chenzhou Beihu Airport (in costruzione programmata)               |
| Hengyang                 | ZGHY | HNY  | Hengyang Nanyue Airport                                           |
| Huaihua                  | ZGCJ | HJJ  | Huaihua Zhijiang Airport                                          |
| Shaoyang                 | ZGSY | WGN  | Shaoyang Wugang Airport                                           |
| Xiangxi                  |      |      | Xiangxi Airport (in costruzione programmata)                      |
| Yongzhou                 | ZGLG | LLF  | Yongzhou Lingling Airport                                         |
| Yueyang                  |      |      | Yueyang Sanhe Airport (in costruzione)                            |
| Zhangjiajie              | ZGDY | DYG  | Zhangjiajie Hehua Airport                                         |
| MONGOLIA INTERNA         |      |      |                                                                   |
| Alxa Left Banner         | ZBAL | AXF  | Alxa Left Banner Bayanhot Airport                                 |
| Alxa Right Banner        | ZBAR | RHT  | Alxa Right Banner Badanjilin Airport                              |
| Arxan                    | ZBES | YIE  | Arxan Yi'ershi Airport                                            |
| Baotou                   | ZBOW | BAV  | Baotou Erliban Airport                                            |
| Bayannur                 | ZBYZ | RLK  | Bayannur Tianjitai Airport                                        |
| Chifeng                  | ZBCF | CIF  | Chifeng Yulong Airport                                            |
| Ejin Banner              | ZBEN | EJN  | Ejin Banner Taolai Airport                                        |
| Erenhot                  | ZBER | ERL  | Erenhot Saiwusu International Airport                             |
| Hailar, Hulunbuir        | ZBLA | HLD  | Hulunbuir Hailar Airport                                          |
| Hohhot                   | ZBHH | HET  | Aeroporto di Hohhot-Baita                                         |
| Holingol                 | ZBHZ | HUO  | Holingol Huolinhe Airport                                         |
| Manzhouli                | ZBMZ | NZH  | Manzhouli Xijiao Airport                                          |
| Ordos                    | ZBDS | DSN  | Ordos Ejin Horo Airport                                           |
| Tongliao                 | ZBTL | TGO  | Tongliao Airport                                                  |
| Ulanhot                  | ZBUL | HLH  | Ulanhot Airport                                                   |
| Ulanqab                  | ZBUC | UCB  | Ulanqab Jining Airport                                            |
| Wuhai                    | ZBUH | WUA  | Aeroporto di Wuhai                                                |
| Xilinhot                 | ZBXH | XIL  | Xilinhot Airport                                                  |
| Zhalantun                | ZBZL | NZL  | Zhalantun Chengjisihan Airport                                    |
| JIANGSU                  |      |      |                                                                   |
| Changzhou                | ZSCG | CZX  | Changzhou Benniu Airport                                          |
| Huai'an                  | ZSSH | HIA  | Huai'an Lianshui Airport                                          |
| Lianyungang              | ZSLG | LYG  | Lianyungang Baitabu Airport                                       |
| Nanchino                 | ZSNJ | NKG  | Aeroporto di Nanchino                                             |
| Nantong                  | ZSNT | NTG  | Nantong Xingdong Airport                                          |
| Wuxi/Suzhou              | ZSWX | WUX  | Sunan Shuofang International Airport                              |
| Xuzhou                   | ZSXZ | XUZ  | Xuzhou Guanyin International Airport                              |
| Yancheng                 | ZSYN | YNZ  | Yancheng Nanyang Airport                                          |
| Yangzhou/Taizhou         | ZSYA | YTY  | Yangzhou Taizhou International Airport                            |
| JIANGXI                  |      |      |                                                                   |
| Ganzhou                  | ZSGZ | KOW  | Ganzhou Huangjin Airport                                          |
| Ji'an                    | ZSJA | JGS  | Jinggangshan Airport                                              |
| Jingdezhen               | ZSJD | JDZ  | Jingdezhen Luojia Airport                                         |
| Jiujiang                 | ZSJJ | JIU  | Jiujiang Lushan Airport                                           |
| Nanchang                 | ZSCN | KHN  | Nanchang Changbei International Airport                           |
| Shangrao                 | ZSSR | SQD  | Shangrao Sanqingshan Airport                                      |
| Yichun                   | ZSYC | YIC  | Yichun Mingyueshan Airport                                        |
| JILIN                    |      |      |                                                                   |
| Baicheng                 | ZYBA | DBC  | Baicheng Chang'an Airport                                         |
| Baishan                  | ZYBS | NBS  | Changbaishan Airport                                              |
| Changchun                | ZYCC | CGQ  | Changchun Longjia International Airport                           |
| Songyuan                 | ZYSQ | YSQ  | Songyuan Chaganhu Airport                                         |
| Tonghua                  | ZYTN | TNH  | Tonghua Sanyuanpu Airport                                         |
| Yanji                    | ZYYJ | YNJ  | Yanji Chaoyangchuan International Airport                         |
| LIAONING                 |      |      |                                                                   |
| Anshan                   | ZYAS | AOG  | Anshan Teng'ao Airport                                            |
| Changhai                 | ZYCH | CNI  | Changhai Airport                                                  |
| Chaoyang                 | ZYCY | CHG  | Chaoyang Airport                                                  |
| Dalian                   | ZYTL | DLC  | Dalian Zhoushuizi International Airport                           |
| Dalian                   |      |      | Dalian Jinzhouwan International Airport (in costruzione)          |
| Dandong                  | ZYDD | DDG  | Dandong Langtou Airport                                           |
| Jinzhou                  | ZYJZ | JNZ  | Jinzhou Bay Airport                                               |
| Shenyang                 | ZYTX | SHE  | Aeroporto Internazionale di Shenyang Taoxian                      |
| Yingkou                  | ZYYK | YKH  | Yingkou Lanqi Airport                                             |
| MACAO                    |      |      |                                                                   |
| Macao                    | VMMC | MFM  | Aeroporto Internazionale di Macao                                 |
| NINGXIA                  |      |      |                                                                   |
| Guyuan                   | ZLGY | GYU  | Guyuan Liupanshan Airport                                         |
| Yinchuan                 | ZLIC | INC  | Aeroporto di Yinchuan Hedong                                      |
| Zhongwei                 | ZLZW | ZHY  | Zhongwei Shapotou Airport                                         |
| QINGHAI                  |      |      |                                                                   |
| Delingha                 | ZLDL | HXD  | Delingha Airport                                                  |
| Golmud                   | ZLGM | GOQ  | Golmud Airport                                                    |
| Golog                    | ZLGL | GMQ  | Golog Maqin Airport                                               |
| Mangnai                  | ZLHX | HTT  | Huatugou Airport                                                  |
| Qilian                   |      |      | Qilian Airport (in costruzione)                                   |
| Xining/Haidong           | ZLXN | XNN  | Xining Caojiabu Airport                                           |
| Yushu                    | ZLYS | YUS  | Yushu Batang Airport                                              |
| SHAANXI                  |      |      |                                                                   |
| Ankang                   | ZLAK | AKA  | Ankang Wulipu Airport                                             |
| Ankang                   |      |      | Ankang Fuqiang Airport (in costruzione programmata)               |
| Hanzhong                 | ZLHZ | HZG  | Hanzhong Chenggu Airport                                          |
| Xi'an/Xianyang           | ZLXY | XIY  | Xi'an Xianyang International Airport                              |
| Yan'an                   | ZLYA | ENY  | Yan'an Ershilipu Airport                                          |
| Yulin                    | ZLYL | UYN  | Yulin Yuyang Airport                                              |
| SHANDONG                 |      |      |                                                                   |
| Dongying                 | ZSDY | DOY  | Dongying Shengli Airport                                          |
| Heze                     |      |      | Heze Airport (in costruzione programmata)                         |
| Jinan                    | ZSJN | TNA  | Jinan Yaoqiang International Airport                              |
| Jining/Qufu              | ZLJN | JNG  | Jining Qufu Airport                                               |
| Linyi                    | ZSLY | LYI  | Linyi Shubuling Airport                                           |
| Qingdao                  | ZSQD | TAO  | Qingdao Liuting International Airport                             |
| Qingdao                  |      |      | Qingdao Jiaodong International Airport (in costruzione)           |
| Rizhao                   | ZSRZ | RIZ  | Rizhao Shanzihe Airport                                           |
| Weifang                  | ZSWF | WEF  | Weifang Airport                                                   |
| Weihai                   | ZSWH | WEH  | Weihai Dashuibo Airport                                           |
| Yantai                   | ZSYT | YNT  | Yantai Penglai International Airport                              |
| SHANGHAI                 |      |      |                                                                   |
| Shanghai                 | ZSSS | SHA  | Aeroporto di Shanghai-Hongqiao                                    |
| Shanghai                 | ZSPD | PVG  | Aeroporto di Shanghai-Pudong                                      |
| SHANXI                   |      |      |                                                                   |
| Changzhi                 | ZBCZ | CIH  | Changzhi Wangcun Airport                                          |
| Datong                   | ZBDT | DAT  | Datong Yungang Airport                                            |
| Linfen                   | ZBLF | LFQ  | Linfen Qiaoli Airport                                             |
| Lüliang                  | ZBLL | LLV  | Lüliang Airport                                                   |
| Taiyuan                  | ZBYN | TYN  | Taiyuan Wusu International Airport                                |
| Xinzhou                  | ZBXZ | WUT  | Xinzhou Wutaishan Airport                                         |
| Yuncheng                 | ZBYC | YCU  | Yuncheng Guangong Airport                                         |
| SICHUAN                  |      |      |                                                                   |
| Bazhong                  |      |      | Bazhong Enyang Airport (in costruzione programmata)               |
| Chengdu                  | ZUUU | CTU  | Aeroporto di Chengdu-Shuangliu                                    |
| Chengdu                  |      |      | Chengdu Tianfu International Airport (in costruzione programmata) |
| Daocheng                 | ZUDC | DCY  | Daocheng Yading Airport                                           |
| Dazhou                   | ZUDX | DAX  | Dazhou Heshi Airport                                              |
| Garzê (Ganzi)            |      |      | Garze Gesar Airport (in costruzione programmata)                  |
| Guangyuan                | ZUGU | GYS  | Guangyuan Panlong Airport                                         |
| Hongyuan                 | ZUHY | AHJ  | Hongyuan Airport                                                  |
| Jiuzhaigou/Songpan       | ZUJZ | JZH  | Jiuzhai Huanglong Airport                                         |
| Kangding                 | ZUKD | KGT  | Kangding Airport                                                  |
| Luzhou                   | ZULZ | LZO  | Luzhou Lantian Airport                                            |
| Luzhou                   |      |      | Luzhou Yunlong Airport (in costruzione)                           |
| Mianyang                 | ZUMY | MIG  | Mianyang Nanjiao Airport                                          |
| Nanchong                 | ZUNC | NAO  | Nanchong Gaoping Airport                                          |
| Panzhihua                | ZUZH | PZI  | Panzhihua Bao'anying Airport                                      |
| Xichang                  | ZUXC | XIC  | Xichang Qingshan Airport                                          |
| Yibin                    | ZUYB | YBP  | Yibin Caiba Airport                                               |
| Yibin                    |      |      | Yibin Wuliangye Airport (in costruzione programmata)              |
| TIENTSIN                 |      |      |                                                                   |
| Tientsin                 | ZBTJ | TSN  | Aeroporto di Tientsin-Binhai                                      |
| TIBET / XIZANG           |      |      |                                                                   |
| Lhasa/Shannan            | ZULS | LXA  | Lhasa Gonggar Airport                                             |
| Nagqu                    |      |      | Nagqu Dagring Airport (in costruzione programmata)                |
| Nyingchi                 | ZUNZ | LZY  | Aeroporto di Nyingchi-Mainling                                    |
| Qamdo                    | ZUBD | BPX  | Aeroporto di Qamdo Bamda                                          |
| Shigatse                 | ZURK | RKZ  | Shigatse Peace Airport                                            |
| Shiquanhe, Ngari         | ZUAL | NGQ  | Ngari Gunsa Airport                                               |
| XINJIANG                 |      |      |                                                                   |
| Aksu                     | ZWAK | AKU  | Aksu Airport                                                      |
| Altay                    | ZWAT | AAT  | Aeroporto di Altay                                                |
| Bole/Alashankou          | ZWBL | BPL  | Bole Alashankou Airport                                           |
| Burqin                   | ZWKN | KJI  | Kanas Airport                                                     |
| Fuyun                    | ZWFY | FYN  | Fuyun Koktokay Airport                                            |
| Hami                     | ZWHM | HMI  | Hami Airport                                                      |
| Hotan                    | ZWTN | HTN  | Hotan Airport                                                     |
| Korla                    | ZWKL | KRL  | Korla Airport                                                     |
| Kuqa                     | ZWKC | KCA  | Kuqa Qiuci Airport                                                |
| Karamay                  | ZWKM | KRY  | Karamay Airport                                                   |
| Kashgar                  | ZWSH | KHG  | Aeroporto di Kashgar                                              |
| Qiemo                    | ZWCM | IQM  | Qiemo Yudu Airport                                                |
| Ruoqiang                 |      |      | Ruoqiang Loulan Airport (in costruzione programmata)              |
| Shihezi                  | ZWHZ | SHF  | Shihezi Huayuan Airport                                           |
| Tacheng                  | ZWTC | TCG  | Tacheng Airport                                                   |
| Tumxuk                   |      |      | Tumxuk Airport (in costruzione programmata)                       |
| Turpan                   | ZWTP | TLQ  | Turpan Jiaohe Airport                                             |
| Ürümqi                   | ZWWW | URC  | Aeroporto di Ürümqi-Diwopu                                        |
| Xinyuan                  | ZWNL | NLT  | Xinyuan Nalati Airport                                            |
| Yarkant (Shache)         | ZWSC | QSZ  | Shache Airport                                                    |
| Yining                   | ZWYN | YIN  | Yining Airport                                                    |
| Yutian                   |      |      | Yutian Airport (in costruzione programmata)                       |
| Zhaosu                   |      |      | Zhaosu Airport (in costruzione programmata)                       |
| YUNNAN                   |      |      |                                                                   |
| Baoshan                  | ZPBS | BSD  | Baoshan Yunduan Airport                                           |
| Cangyuan                 | ZPCW | CWJ  | Cangyuan Washan Airport                                           |
| Dali                     | ZPDL | DLU  | Dali Airport                                                      |
| Jinghong, Xishuangbanna  | ZPJH | JHG  | Xishuangbanna Gasa Airport                                        |
| Kunming                  | ZPPP | KMG  | Aeroporto Internazionale di Kunming-Changshui                     |
| Lancang                  | ZPJM | JMJ  | Lancang Jingmai Airport                                           |
| Lijiang                  | ZPLJ | LJG  | Lijiang Sanyi Airport                                             |
| Lincang                  | ZPLC | LNJ  | Lincang Airport                                                   |
| Mang City, Dehong        | ZPLX | LUM  | Dehong Mangshi Airport                                            |
| Mengzi, Honghe           |      |      | Honghe Mengzi Airport (in costruzione programmata)                |
| Ninglang                 | ZPNL | NLH  | Ninglang Luguhu Airport                                           |
| Pu'er                    | ZPSM | SYM  | Pu'er Simao Airport                                               |
| Shangri-La, Dêqên        | ZPDQ | DIG  | Dêqên Shangri-La Airport                                          |
| Tengchong                | ZUTC | TCZ  | Tengchong Tuofeng Airport                                         |
| Wenshan                  | ZPWS | WNH  | Wenshan Puzhehei Airport                                          |
| Zhaotong                 | ZPZT | ZAT  | Zhaotong Airport                                                  |
| ZHEJIANG                 |      |      |                                                                   |
| Hangzhou                 | ZSHC | HGH  | Aeroporto di Hangzhou-Xiaoshan                                    |
| Jiaxing                  |      |      | Jiaxing Airport (in costruzione)                                  |
| Lishui                   |      |      | Lishui Airport (in costruzione)                                   |
| Ningbo                   | ZSNB | NGB  | Ningbo Lishe International Airport                                |
| Quzhou                   | ZSJU | JUZ  | Quzhou Airport                                                    |
| Taizhou                  | ZSLQ | HYN  | Taizhou Luqiao Airport                                            |
| Wenzhou                  | ZSWZ | WNZ  | Wenzhou Longwan International Airport                             |
| Yiwu, Jinhua             | ZSYW | YIW  | Aeroporto di Yiwu                                                 |
| Zhoushan/Putuoshan       | ZSZS | HSN  | Zhoushan Putuoshan Airport                                        |